# شلن صوماليلاندي
الشلن الصوماليلاندي هو العملة الرئيسية في صوماليلاند وقيمة صرفه بالدولار هي 1$ 10000شلن صوماليلاندي.
شلن أرض الصومال (الصومالية: Shillin Somaliland العربية: شلن صوماليلاندي؛ اختصار: Sl.Sh. أو SLSH ؛ الرمز: /-) هي العملة الرسمية لجمهورية أرض الصومال وهي دولة غير معترف بها في منطقة القرن الأفريقي، ومعترف بها دوليًا كجزء قانوني من الصومال.

## الملخص
كان الشلن هو العملة المستخدمة في أجزاء من الصومال منذ عام 1921 عندما أدخل شلن شرق أفريقيا إلى محمية أرض الصومال البريطانية السابقة. في أعقاب استقلال عام 1960 وتوحيد الأراضي السابقة لصوماليلاند البريطانية وصوماليلاند الإيطالية -استبدلت عملتيهما على التوالي- الشلن الأفريقي الشرقي والصومالو (والتي كانت متساوية القيمة) بالشلن الصومالي في عام 1962. الأسماء المستخدمة لفئاتها هي السنت (المفرد: سنتيسيمو؛ الجمع: سنتيسيمي) وسنت (الجمع: سنتيمات)، إلى جانب الشلن (المفرد: سيلينو؛ الجمع: سيليني) وشلن.
في سبتمبر 1994 صادق برلمان أرض الصومال على خطط الرئيس إيغال لإدخال عملة جديدة لتحل محل الشلن الصومالي. قاموا بتقديم الشلن الصومالي في 18 أكتوبر 1994 بسعر صرف قدره 1000000 روبية. لذا. 1/- إلى جنوب. ش. 100/-. توقف قبول الشلن الصومالي كعملة قانونية في أرض الصومال في 31 يناير 1995.
يُربط الشلن الصومالي بالدولار الأمريكي بسعر صرف قدره 100000 روبية. ش. 580/ 12 إلى 1 دولار أمريكي. حاليًا الأوراق النقدية من فئة 100/- و500/- و1000/- و5000/- فقط هي المتداولة.

## العملات المعدنية
ينقسم شلن أرض الصومال إسميًا إلى 100 سنت ولكن لم تصدر عملات معدنية مقومة بالسنت أبدًا بسبب قيمتها المنخفضة. العملة المعدنية ذات القيمة الأقل التي أصدرت هي عملة 1/-، والتي سكت لأول مرة في عام 1994 في دار سك النقود بوبجوي في إنجلترا وبالتالي تحمل علامة دار سك النقود بي أم. في عام 2002 أصدرت عملات معدنية بقيمة 2/- و5/-، تحمل صور المستكشف السير ريتشارد بيرتون وديك على التوالي. العملات المعدنية الأخرى التي قاموا بإصدارها هي عملة 10/- (التي تصور قرد الفرفت) وعملة 20/- (التي تصور كلب السلوقي الإيطالي). لا تسك أو تتداول العملات المعدنية في أرض الصومال حاليًا.
تسك العملات المعدنية من فئة 1/- و5/- من الألومنيوم، والعملات المعدنية من فئة 10/- من النحاس، والعملات المعدنية من فئة 20/- من الفولاذ المقاوم للصدأ، والعملات المعدنية من فئة 1000/- من الفضة النقية عيار 999.
عملة 1/- (1994)
كانت هذه أول عملة تصدرها حكومة أرض الصومال. تُظهر العملة المعدنية حمامة صومالية (كولومبا أوليفيا). تقع علامة دار سك العملة بي أم (بوبجوي مينت) بالقرب من ريش ذيل الطائر. نقشت عبارة "جمهورية أرض الصومال 1994" على وجه العملة المعدنية؛ ويحمل ظهر العملة المعدنية عبارة "بانكا أرض الصومال" و"شلن صوماليلاند واحد" حول "1/-" في المركز.
عملات معدنية بقيمة 5/- (2002)
هناك عملتان معدنيتان من هذه الفئة، قاموا بإصدارهما في عام 2002. الأول يحمل صورة السير ريتشارد فرانسيس بيرتون، والثاني يصور ديكًا.
مواصفات العملة الأولى هي كما يلي:
يحمل وجه العملة المعدنية عبارة "ريتشارد ف. بيرتون استكشاف أرض الصومال" محفورة حول صورة بيرتون. التواريخ "1841 و1904" على يسار الصورة، و"2002" على اليمين. كتب "بانكا صوماليلاند" و"خمسة شلنات صوماليلاند" على ظهر العملة حول الرقم "5/-" في المركز.
مواصفات العملة الثانية هي كما يلي:
يحمل وجه هذه العملة المعدنية عبارة "جمهورية أرض الصومال 2002" ويصور ديكًا. كما هو الحال مع العملة المعدنية الأخرى من فئة 5 شلن، فإن التواريخ "1841 1904" تقع على يسار الصورة، و"2002" على اليمين. أيضًا كتب "بانكا صوماليلاند" و"خمسة شلنات صوماليلاند" على ظهر العملة حول "5/-" في المركز.
عملة 10/- (2002)
السل.شل العملة المعدنية بقيمة 10 شلنات تحمل صورة قرد الفرفت وحولها نقشت عبارة "جمهورية أرض الصومال 2002". يوجد على ظهر العملة "بانكا صوماليلاند" و"عشرة شلن صوماليلاند" منقوشة حول "-/10" في المنتصف.
عملة 20/- (2002)
يصور وجه العملة المعدنية فئة 20/- كلبًا إيطاليًا من نوع السلوقي كما نقشت حوله عبارة "جمهورية أرض الصومال 2002". يوجد على ظهر العملة "بانكا صوماليلاند" و"عشرون شلن صوماليلاند" منقوشة حول "/-20" في المنتصف.
| وجه العملة | يعكس | قيمة | وجه العملة | يعكس                                                                                 | تاريخ الإصدار |
| ---------- | ---- | ---- | --- | ------------------------------------------------------------------------------------ | ------------- |
|            |      | 1/-  | الوجه الآخر يصور حمامة صومالية ‏ (كولومبا أوليفيا)                                                                                                 | يظهر "بانكا أرض الصومال" و"شلن صومالاندي واحد" أعلى وأسفل "1/-" في المنتصف           | 1994          |
|            |      | 5/-  | كان هناك عملتان معدنيتان من هذه الفئة صدرتا في عام 2002. الوجه الأول للعملة يحمل صورة السير ريتشارد فرانسيس بيرتون في حين يصور الوجه الثاني ديكًا. | يظهر "بانكا صوماليلاند" و"خمسة شلنات صومالية" أعلى وأسفل "5 شلنات" في المنتصف        | 2002          |
|            |      | 10/- | الوجه يصور قرد الفرفت | تظهر عبارة "بانكا صوماليلاند" و"عشرة شلنات صومالية" أعلى وأسفل "10 شلنات" في المنتصف | 2002          |
|            |      | 20/- | الوجه يصور كلب السلوقي الإيطالي ‏ | يظهر "بانكا صوماليلاند" و"عشرون شلن صوماليلاند" أعلى وأسفل "20 شلنًا" في المنتصف      | 2002          |

## الأوراق النقدية
صدرت الأوراق النقدية بفئات 5/- و10/- و20/- و50/- و100/- و500/- و1000/- و5000/-؛ وتتراوح تواريخ الإصدار من عام 1994 إلى عام 2011. في الوقت الحالي تُتَداوَل الأوراق النقدية من فئة 100/- و500/- و1000/- و5000/- فقط.
| ملاحظات 1996-2011                      | ملاحظات 1996-2011 | ملاحظات 1996-2011 | ملاحظات 1996-2011 | ملاحظات 1996-2011                                   | ملاحظات 1996-2011                                                                   | ملاحظات 1996-2011                              |
| وجه العملة                             | يعكس              | قيمة              | اللون الرئيسي     | وجه العملة                                          | يعكس                                                                                | تاريخ(تواريخ) الإصدار                          |
| -------------------------------------- | ----------------- | ----------------- | ----------------- | --------------------------------------------------- | ----------------------------------------------------------------------------------- | ---------------------------------------------- |
|                                        |                   | 5/-               | أخضر              | قافلة الجمال أمام تلال ناسا هابلود بالقرب من هرجيسا | مبنى جوديركا (مجلس النواب السابق والمحكمة العليا لاحقًا) في هرجيسا بوكودو على اليمين | 1994                                           |
|                                        |                   | 10/-              | أرجواني           | قافلة الجمال أمام تلال ناسا هابلود بالقرب من هرجيسا | مبنى جوديركا (مجلس النواب السابق والمحكمة العليا لاحقًا) في هرجيسا بوكودو على اليمين | 1994، 1996                                     |
|                                        |                   | 20/-              | بني               | قافلة الجمال أمام تلال ناسا هابلود بالقرب من هرجيسا | مبنى جوديركا (مجلس النواب السابق والمحكمة العليا لاحقًا) في هرجيسا بوكودو على اليمين | 1994، 1996                                     |
|                                        |                   | 50/-              | أزرق              | قافلة الجمال أمام تلال ناسا هابلود بالقرب من هرجيسا | مبنى جوديركا (مجلس النواب السابق والمحكمة العليا لاحقًا) في هرجيسا بوكودو على اليمين | 1996، 1999                                     |
|                                        |                   | 100/-             | الكاكي            | رصيف ميناء بربرة مع الأغنام والماعز الصومالية       | بنك أرض الصومال في هرجيسا                                                           | 1994، 1996، 1999، 2002، 2005، 2006، 2008، 2011 |
|                                        |                   | 500/-             | أزرق              | رصيف ميناء بربرة مع الأغنام والماعز الصومالية       | بنك أرض الصومال في هرجيسا                                                           | 1994، 1996، 1999، 2002، 2005، 2006، 2008، 2011 |
|                                        |                   | 1000/-            | أحمر              | رصيف ميناء بربرة مع الأغنام والماعز الصومالية       | بنك أرض الصومال في هرجيسا                                                           | 2011، 2012، 2014، 2015                         |
|                                        |                   | 5000/-            | أخضر              | ثلاثة جمال وثلاثة ماعز يبحثون عن الطعام             | بنك أرض الصومال في هرجيسا                                                           | 2011، 2012، 2015                               |
| هذه الصور بمقياس 0.7 بيكسل كل ميليمتر. |                   |                   |                   |                                                     |                                                                                     |                                                |

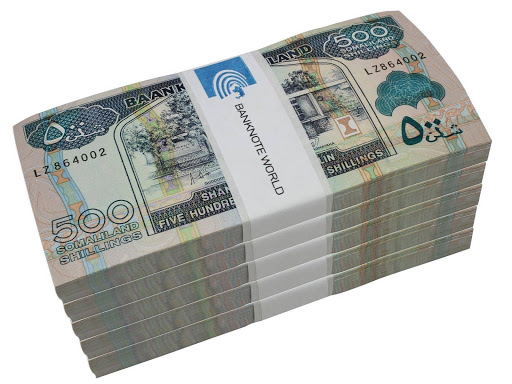
أوراق نقدية بقيمة 500/-.

في عامي 1996 و1999 أعيد إصدار الأوراق النقدية العادية من فئة 50/- بحجم أكبر (130 × 58 أو 130 × 57) مم حسب اختلاف المصادر).
العدد التذكاري للذكرى الخامسة للاستقلال (1996)
في عام 1996 قاموا بطباعة عبارة "الذكرى السنوية الخامسة للاستقلال 18 مايو 1996 سند غورادا 5إي إي غوبانيمادا 18 مايو 1996" على الأوراق النقدية بأحرف برونزية/ذهبية، أو "سند غورادا 5إي إي غوبانيمادا 18 مايو 1996" بأحرف فضية لإحياء الذكرى السنوية الخامسة للاستقلال الفعلي. ومع ذلك فمن غير الواضح ما إذا كانت هذه الأوراق النقدية قد طبعت من قبل السلطات في أرض الصومال أو تجار العملات.

## أسعار الصرف
يقدم البنك المركزي خدمات الصرف لمختلف العملات بالسعر الحكومي الرسمي، ولكن معظم الناس يفضلون الأسعار غير الرسمية التي يستخدمها وكلاء الحوالة ومحلات الصرافة في شوارع المدن الرئيسية.
- في نوفمبر 2000 كان سعر الصرف الرسمي لعملة بانكا أرض الصومال 4,550/- مقابل دولار أمريكي واحد. وكانت أسعار الصرف غير الرسمية في ذلك الوقت تتراوح بين 4000 و5000 شلن كيني للدولار الواحد. في ديسمبر 2008 انخفض السعر الرسمي إلى 7500/- لكل دولار أمريكي.[12]
- في ديسمبر 2015 كان سعر الصرف المعترف به عمومًا 6000/- لكل دولار أمريكي، وبحلول يوليو 2019 انخفض سعر الصرف المعترف به عمومًا إلى 8500/- لكل دولار أمريكي.
- في ديسمبر 2022 كان سعر الصرف الرسمي لبانكا أرض الصومال هو 8530/- مقابل دولار أمريكي واحد. بلغ سعر الصرف في أرض الصومال في عام 2019 8500 شلن لكل دولار أمريكي وهو ما يمثل زيادة بنسبة 0.35٪ في التضخم، ويظل شلن أرض الصومال مستقراً حول علامة 8000 ومن المرجح أن ينخفض التضخم في السنوات القادمة.

## روابط خارجية
- كتالوج عملات أرض الصومال.

| سبقه: شلن صومالي السبب: استقلال العملة النسبة: شلن أرض الصومال = ١٠٠ شلن صومالي = ١.٥٠ دولار أمريكي | عملة أرض الصومال ١٩٩٤ - ملاحظة: عملة أرض الصومال غير معترف بها على نطاق واسع | خلفه: الحالي |